# Damen Schelde Naval Shipbuilding
Pour les articles homonymes, voir Schelde.
Damen Schelde Naval Shipbuilding ou plus simplement Schelde est un chantier naval implanté à Vlissingen-Oost, entre l'Escaut (Schelde en néerlandais) et la mer du Nord, aux Pays-Bas depuis le XIXe siècle. Longtemps arsenal royal, Schelde est aujourd'hui la propriété du Damen Group. Cependant, par usage, l'appellation Schelde est utilisée pour désigner les chantiers navals du même site depuis 1875.

## Historique
L'Amirauté néerlandaise établit sur le site l'un de ses chantiers navals. En 1814, la marine royale néerlandaise y établit le Marine Etablissement Vlissingen, un chantier naval pour la construction de nouveaux bâtiments, la réparation et l'équipement des navires de la marine, mais il ferme en 1868.
La société a été fondée le 8 octobre 1875 sous le nom de NV Koninklijke Maatschappij De Schelde' (KMS) (société royale l'Escaut) après que le constructeur naval Arie Smit ait repris l'établissement marin, le quai appartenant à la marine néerlandaise. Outre la construction et la réparation de navires, l'entreprise construit également des machines, des moteurs, des turbines à vapeur, des avions et des produits en métal léger. La Koninklijk est un titre royal accordé par la couronne néerlandaise.
En 1965, la société a fusionné avec la NV Rotterdamsche Droogdok Maatschappij (RDM) et la NV Motorenfabriek Thomassen de De Steeg, ce qui a entraîné la création, le 4 mars 1966, de la Rijn-Schelde Machinefabrieken en Scheepswerven NV (RSMS). Sous la pression du gouvernement néerlandais, la Verolme Verenigde Scheepswerven NV a été ajoutée, et ce fut le début de la Rijn-Schelde-Verolme Machinefabrieken en Scheepswerven NV (RSV). RSV a fait faillite et s'est scindée, et ses actions ont été rachetées par le gouvernement et la province de Zélande. Son nom a été changé en Koninklijke Schelde Groep BV (KSG) en 1991. En 2000, le gouvernement et la province ont vendu leurs actions au groupe Damen de Gorinchem, et KSG est devenu la branche de la société chargée de construire de plus grands navires pour la marine et les garde-côtes.

## Projets d'avions
- De Schelde Scheldemusch
- De Schelde S.20
- De Schelde S.21

## Navires de guerre
| Nom      | Classe          | Client                     | Lancé le          | Destin          | Note |
| -------- | --------------- | -------------------------- | ----------------- | --------------- | ---- |
| Evertsen | Classe Evertsen | Marine royale néerlandaise | 29 septembre 1894 | Désarmé en 1913 |      |

| Nom                  | Classe            | Client              | Lancé le       | Destin           | Note |
| -------------------- | ----------------- | ------------------- | -------------- | ---------------- | ---- |
| Diponegoro           | Classe Diponegoro | Marine indonésienne | Septembre 2006 | En service actif |      |
| Sultan Hasanuddin    | Classe Diponegoro | Marine indonésienne | Septembre 2006 | En service actif |      |
| Sultan Iskandar Muda | Classe Diponegoro | Marine indonésienne | Mai 2006       | En service actif |      |
| Frans Kaisiepo       | Classe Diponegoro | Marine indonésienne | Juin 2008      | En service actif |      |

| Nom          | Classe         | Client                     | Lancé le      | Destin                   | Note |
| ------------ | -------------- | -------------------------- | ------------- | ------------------------ | --- |
| Zeeland      | Classe Holland | Marine royale néerlandaise | 20 mars 1897  | Désarmé en 1924          | |
| Noordbrabant | Classe Holland | Marine royale néerlandaise | 1er mars 1900 | Sabordé en 1940          | Après son désarmement en 1920, le navire a été reconstruit comme navire d'hébergement.                                                        |
| Java         | Classe Java    | Marine royale néerlandaise | 6 août 1921   | Coulé le 27 février 1942 | Il a été touché par une torpille Long Lance pendant la bataille de la mer de Java. La torpille a été tirée depuis le croiseur japonais Nachi. |

| Nom                 | Classe                    | Client                     | Lancé le         | Destin                                              | Note                                                                                |
| ------------------- | ------------------------- | -------------------------- | ---------------- | --------------------------------------------------- | ----------------------------------------------------------------------------------- |
| Wolf                | Classe Wolf               | Marine royale néerlandaise | 1910             | Désarmé en 1924                                     |                                                                                     |
| Fret                | Classe Wolf               | Marine royale néerlandaise | 1910             | Désarmé en 1922                                     |                                                                                     |
| Bulhond             | Classe Wolf               | Marine royale néerlandaise | 1911             | Désarmé en 1927                                     |                                                                                     |
| Jakhals             | Classe Wolf               | Marine royale néerlandaise | 1912             | Désarmé en 1928                                     |                                                                                     |
| Lynx                | Classe Wolf               | Marine royale néerlandaise | 1912             | Désarmé en 1928                                     |                                                                                     |
| Hermelijn           | Classe Wolf               | Marine royale néerlandaise | 1913             | Désarmé en 1925                                     |                                                                                     |
| Van Ghent           | Classe Admiralen          | Marine royale néerlandaise | 23 octobre 1926  | Sabordé le 15 février 1942                          | Sabordé par le destroyer néerlandais Banckert.                                      |
| Philips van Almonde | Classe Gerard Callenburgh | Marine royale néerlandaise | -                | Non terminé en raison de la Seconde Guerre mondiale | Démoli sur la cale de halage le 17 mai 1940. Épave démolie par les Allemands.       |
| Isaac Sweers        | Classe Gerard Callenburgh | Marine royale néerlandaise | 16 mars 1940     | Coulé le 13 novembre 1942                           | Touché par deux torpilles du sous-marin allemand U-431.                             |
| Zeeland             | Classe Holland            | Marine royale néerlandaise | 27 juin 1953     | Désarmé en 1979                                     |                                                                                     |
| Noord-Brabant       | Classe Holland            | Marine royale néerlandaise | 28 novembre 1953 | Désarmé en 1974                                     | Il a été mis hors service après avoir été gravement endommagé lors d'une collision. |
| Limburg             | Classe Friesland          | Marine royale néerlandaise | 5 septembre 1955 | Vendu à la Marine péruvienne en 1980                | Dans la Marine péruvienne comme BAP Capitan Quiñones                                |
| Utrecht             | Classe Friesland          | Marine royale néerlandaise | 2 juin 1956      | En service actif                                    | Dans la Marine péruvienne comme BAP Castilla (DD-71)                                |

| Nom                   | Classe                      | Client                     | Lancé le          | Destin                      | Note |
| --------------------- | --------------------------- | -------------------------- | ----------------- | --------------------------- | --- |
| Van Galen             | Classe Van Speijk           | Marine royale néerlandaise | 19 juin 1965      | Vendu à l'Indonesie en 1987 | Connu dans la Marine indonésienne comme Yos Sudarso (353). |
| Van Nes               | Classe Van Speijk           | Marine royale néerlandaise | 26 mars 1966      | Vendu à l'Indonesie en 1986 | Connu dans la Marine indonésienne comme Oswald Siahaan (354).                                                                                                  |
| Evertsen              | Classe Van Speijk           | Marine royale néerlandaise | 18 juin 1966      | Vendu à l'Indonesie en 1989 | Connu dans la Marine indonésienne comme Abdul Halim Perdanakusuma (355).                                                                                       |
| Tromp                 | Classe Tromp                | Marine royale néerlandaise | 4 juin 1973       | Désarmé en 1999             | |
| De Ruyter             | Classe Tromp                | Marine royale néerlandaise | 9 mars 1974       | Désarmé en 2001             | Son pont, son radar et son canon ont été préservés par le Musée de la Marine néerlandaise à Den Helder, Hollande du Nord.                                      |
| Kortenaer             | Classe Kortenaer            | Marine royale néerlandaise | 18 décembre 1976  | Désarmé en 1997             | Vendu à la Marine hellénique comme F462 Kountouriotes (Κουντουριώτης).                                                                                         |
| Callenburgh           | Classe Kortenaer            | Marine royale néerlandaise | 26 mars 1977      | Désarmé en 1994             | Vendu à la Marine hellénique comme F459 Adrias (Αδρίας). |
| Van Kinsbergen        | Classe Kortenaer            | Marine royale néerlandaise | 16 avril 1977     | Désarmé en 1995             | Vendu à la Marine hellénique comme F461 Navarinon (Ναυαρίνον).                                                                                                 |
| Banckert              | Classe Kortenaer            | Marine royale néerlandaise | 30 septembre 1978 | Désarmé en 1993             | Vendu à la Marine hellénique comme F460 Aegaeon (Αιγαίον). |
| Piet Hein             | Classe Kortenaer            | Marine royale néerlandaise | 3 juin 1978       | Désarmé en 1998             | Vendu aux Émirats arabes unis comme Al Emirat. |
| Abraham Crijnssen     | Classe Kortenaer            | Marine royale néerlandaise | 16 mai 1981       | Désarmé en 1997             | Vendu aux Émirats arabes unis comme Abu Dhabi. |
| Jan van Brakel        | Classe Kortenaer            | Marine royale néerlandaise | 16 mai 1981       | Désarmé en 2001             | Vendu à la Marine hellénique comme F464 Kanaris (Κανάρης). |
| Pieter Florisz        | Classe Kortenaer            | Marine royale néerlandaise | 8 mai 1982        | Désarmé en 2001             | Vendu à la Marine hellénique comme F463 Bouboulina (Μπουμπουλίνα). Désarmé en 2013.                                                                            |
| Jacob van Heemskerck  | Classe Jacob van Heemskerck | Marine royale néerlandaise | 5 novembre 1983   | Vendu au Chili en 2005      | Connu dans la marine chilienne sous le nom d'Almirante Latorre (du nom de Juan José Latorre). La frégate est actuellement (à partir de 2015) en service actif. |
| Witte de With         | Classe Jacob van Heemskerck | Marine royale néerlandaise | 25 août 1984      | Vendu au Chili en 2005      | Connu dans la marine chilienne sous le nom de Capitán Prat (du nom d'Arturo Prat). La frégate est actuellement (à partir de 2015) en service actif.            |
| Karel Doorman         | Classe Karel Doorman        | Marine royale néerlandaise | 20 avril 1988     | Désarmé en 2006             | Vendu à la Belgique comme Leopold Ier (F930) en 2005. |
| Willem van der Zaan   | Classe Karel Doorman        | Marine royale néerlandaise | 21 janvier 1989   | Désarmé en 2006             | Vendu à la Belgique comme Louise-Marie (F931) en 2005. |
| Tjerk Hiddes          | Classe Karel Doorman        | Marine royale néerlandaise | 9 décembre 1989   | Désarmé le 3 février 2006   | Vendu à la Marine chilienne en 2007, renommé "Almirante Riveros".                                                                                              |
| Van Amstel            | Classe Karel Doorman        | Marine royale néerlandaise | 19 mai 1990       | En service actif            | |
| Abraham van der Hulst | Classe Karel Doorman        | Marine royale néerlandaise | 7 septembre 1991  | Désarmé en 2004             | Vendu à la Marine chilienne en 2006, renommé "Almirante Blanco Encalada".                                                                                      |
| Van Nes               | Classe Karel Doorman        | Marine royale néerlandaise | 16 mai 1992       | Désarmé le 20 décembre 2007 | Vendu à la Marine portugaise en 2006, renommé "Bartolomeu Dias}".                                                                                              |
| Van Galen             | Classe Karel Doorman        | Marine royale néerlandaise | 21 novembre 1992  | Désarmé en 2009             | Vendu à la Marine portugaise en 2006, renommé "D. Francisco de Almeida".                                                                                       |
| Van Speijk            | Classe Karel Doorman        | Marine royale néerlandaise | 26 mars 1994      | En service actif            | |
| De Zeven Provinciën   | Classe De Zeven Provinciën  | Marine royale néerlandaise | 8 avril 2000      | En service actif            | |
| Tromp                 | Classe De Zeven Provinciën  | Marine royale néerlandaise | 7 avril 2001      | En service actif            | |
| De Ruyter             | Classe De Zeven Provinciën  | Marine royale néerlandaise | 13 avril 2002     | En service actif            | |
| Evertsen              | Classe De Zeven Provinciën  | Marine royale néerlandaise | 19 avril 2003     | En service actif            | |
| Tarik Ben Ziyad       | Classe Sigma                | Marine royale marocaine    | 12 juillet 2010   | En service actif            | Version Sigma 10513. |
| Sultan Moulay Ismaïl  | Classe Sigma                | Marine royale marocaine    | 4 février 2011    | En service actif            | Version Sigma 9813. |
| Allal Ben Abdallah    | Classe Sigma                | Marine royale marocaine    | Octobre 2011      | En service actif            | Version Sigma 9813. |
| Raden Edi Martadinata | Classe Martadinata          | Marine indonésienne        | 18 janvier 2016   | En service actif            | Deux modules de cette frégate ont été construits à Damen Schelde Naval Shipbuilding, tandis que les 4 autres ont été construits à PT PAL.                      |
| Raden Edi Martadinata | Classe Martadinata          | Marine indonésienne        | 29 septembre 2016 | En service actif            | Deux modules de cette frégate ont été construits à Damen Schelde Naval Shipbuilding, tandis que les 4 autres ont été construits à PT PAL.                      |

| Nom                            | Classe                          | Client                     | Lancé le     | Destin               | Note                                                                |
| ------------------------------ | ------------------------------- | -------------------------- | ------------ | -------------------- | ------------------------------------------------------------------- |
| HNLMS Johan Maurits van Nassau | Classe Johan Maurits van Nassau | Marine royale néerlandaise | 20 août 1932 | Coulé le 14 mai 1940 | Coulé lors d'une attaque par plusieurs avions de l'Allemagne nazie. |

| Nom           | Classe               | Client                     | Lancé le        | Destin           | Note |
| ------------- | -------------------- | -------------------------- | --------------- | ---------------- | --- |
| Karel Doorman | Classe Karel Doorman | Marine royale néerlandaise | 17 octobre 2012 | En service actif | Ce navire a été construit en partie dans le Damen Shipyards Galați. En outre, il est partagé avec la marine allemande. |

| Nom           | Classe           | Client                     | Lancé le     | Destin           | Note |
| ------------- | ---------------- | -------------------------- | ------------ | ---------------- | --- |
| Rotterdam     | Classe Rotterdam | Marine royale néerlandaise | Février 1997 | En service actif | Résultat d'un projet commun entre les Pays-Bas et Espagne, qui a abouti à la conception du Enforcer.                     |
| Johan de Witt | Classe Rotterdam | Marine royale néerlandaise | 13 mai 2006  | En service actif | Amélioration de la conception du HNLMS Rotterdam (L800), qui a été conçu en collaboration entre les Pays-Bas et Espagne. |

| Nom       | Classe         | Client                     | Lancé le         | Destin           | Note                                                                                   |
| --------- | -------------- | -------------------------- | ---------------- | ---------------- | -------------------------------------------------------------------------------------- |
| Holland   | Classe Holland | Marine royale néerlandaise | 2 février 2010   | En service actif |                                                                                        |
| Zeeland   | Classe Holland | Marine royale néerlandaise | 20 novembre 2010 | En service actif |                                                                                        |
| Friesland | Classe Holland | Marine royale néerlandaise | 4 novembre 2010  | En service actif | Construit chez Damen Shipyards Galați et aménagé par Damen Schelde Naval Shipbuilding. |
| Groningen | Classe Holland | Marine royale néerlandaise | 21 avril 2011    | En service actif | Construit chez Damen Shipyards Galați et aménagé par Damen Schelde Naval Shipbuilding. |

| Nom    | Classe        | Client                     | Lancé le                        | Destin                              | Note                                                                                             |
| ------ | ------------- | -------------------------- | ------------------------------- | ----------------------------------- | ------------------------------------------------------------------------------------------------ |
| O 1    | Classe O 1    | Marine royale néerlandaise | 8 juillet 1905                  | Désarmé en 1920                     | Maquette du HNLMS O 1 au Nederlands Scheepvaartmuseum.                                           |
| O 2    | Classe O 2    | Marine royale néerlandaise | 30 janvier 1911                 | Désarmé en 1930                     | Au début des années 1930, le navire a servi de navire d'entraînement.                            |
| O 3    | Classe O 2    | Marine royale néerlandaise | 30 juillet 1912                 | Désarmé en 1932                     |                                                                                                  |
| O 4    | Classe O 2    | Marine royale néerlandaise | 5 août 1913                     | Désarmé en 1935                     |                                                                                                  |
| O 5    | Classe O 2    | Marine royale néerlandaise | 2 octobre 1913                  | Désarmé en 1935                     |                                                                                                  |
| O 6    | Classe O 6    | Marine royale néerlandaise | 10 juin 1915 ou 15 juillet 1916 | Désarmé en novembre 1936            |                                                                                                  |
| O 9    | Classe O 9    | Marine royale néerlandaise | 7 avril 1925                    | Désarmé le 1er décembre 1944        | Vendu pour la casse en octobre 1946.                                                             |
| O 12   | Classe O 12   | Marine royale néerlandaise | 8 novembre 1930                 | Démoli le 22 janvier 1954.          | A servi pendant l'occupation des Pays-Bas par l'Allemagne nazie comme U-D2 dans la Kriegsmarine. |
| O 13   | Classe O 12   | Marine royale néerlandaise | 18 avril 1931                   | Perdu lors d'une patrouille en 1940 | L'épave du sous-marin n'ont toujours pas été retrouvés.                                          |
| O 14   | Classe O 12   | Marine royale néerlandaise | 3 octobre 1931                  | Désarmé le 26 juin 1943             | Déclassée en 1943 en raison d'un manque de pièces pour réparer les problèmes des moteurs diesel. |
| O 16   | Classe O 16   | Marine royale néerlandaise | 27 janvier 1936                 | SCoulé par mine le 15 décembre 1941 | Renfloué et mis au rebut en octobre.                                                             |
| Orzel  | Classe Orzeł  | Marine polonaise           | 15 janvier 1938                 | Désarmé le 11 juin 1940             | Disparu pendant la Seconde Guerre mondiale.                                                      |
| O 21   | Classe O 21   | Marine royale néerlandaise | 21 octobre 1939                 | Désarmé le 2 novembre 1957          | Vendu à la casse le 24 janvier 1958.                                                             |
| O 22   | Classe O 21   | Marine royale néerlandaise | 20 janvier 1940                 | Perdu lors d'une patrouille en 1940 | Son épave a été découverte en 1993 par un navire de la Norwegian Petroleum Directorate.          |
| K I    | Classe K I    | Marine royale néerlandaise | 20 mai 1913                     | Désarmé en 1928                     |                                                                                                  |
| K III  | Classe K III  | Marine royale néerlandaise | 12 août 1919                    | Désarmé en 1934                     |                                                                                                  |
| K IV   | Classe K III  | Marine royale néerlandaise | 2 juillet 1920                  | Désarmé en 1936                     |                                                                                                  |
| K VIII | Classe K VIII | Marine royale néerlandaise | 28 mars 1922                    | Désarmé le 18 mai 1942              | Les batteries du K VIII ont été récupérées pour remplacer celles du K IX.                        |
| K IX   | Classe K VIII | Marine royale néerlandaise | 23 décembre 1922                | Désarmé le 25 juillet 1942          | Réactivé dans la Royal Australian Navy comme HMAS K9 le 22 juin 1943.                            |
| K X    | Classe K VIII | Marine royale néerlandaise | 2 mai 1923                      | Sabordé le 2 mars 1942              | Démoli à Surabaya en 1946.                                                                       |

| Nom            | Classe        | Client                     | Lancé le        | Destin           | Note |
| -------------- | ------------- | -------------------------- | --------------- | ---------------- | --- |
| Mercuur (A900) | Mercuur-class | Marine royale néerlandaise | 16 octobre 1987 | en service actif | Le Mercuur a été en cours de maintenance entre 2014 et 2016. Au cours de cette maintenance, plusieurs composants ont été également mis à niveau. |

| Nom       | Classe           | Client                     | Lancé le          | Destin                     | Note                                                |
| --------- | ---------------- | -------------------------- | ----------------- | -------------------------- | --------------------------------------------------- |
| Amsterdam | Classe Amsterdam | Marine royale néerlandaise | 11 septembre 1992 | Désarmé le 4 décembre 2014 | Vendu à la Marine péruvienne sous le nom BAP Tacna. |